# Театр Китаю
Китайський театр має тривалу і складну історію. Театральне мистецтво Китаю зародилося в народній творчості, в піснях і танцях народів Китаю, релігійних ритуалах.
Китайський театр виник від різних пісенно-танцювальних форм, народних, ритуальних і придворних уявлень. В епоху Чжоу ( XII - III століття до н. е.) Отримали певне поширення різні пантоміми і виступи придворних блазнів, а також циркові вистави БАЙС ( «сто ігор») з вкрапленнями поетичних текстів.
У VII - IX столітті набувають поширення фарси «гра про цаньцзюне»: один з учасників — «цаньцзюнь» —  потрапляє в дурне становище і терпить побої. У X - XII століттях «гра про цаньцзюне» перетворюється в цзацзюй («змішані уявлення») і відповідним їм на Півночі п'єси «юаньбень». В даному варіанті фарси складалися з декількох мало пов'язаних один з одним частин, в них брало участь до п'яти персонажів. Хоча тексти деяких з них записуються, до нашого часу збереглися лише їх назви.
На рубежі XI - XII в південно-східних районах країни виникає жанр «наньсі», який об'єднує елементи фарсів-цзацзюй і пісенно-танцювальних форм в п'єсах з діалогами, співом, танцями, імпровізацією і прямими зверненнями до глядачів. У наньсі дійові особи диференційовані по амплуа . Збереглося три п'єси театру наньсі (цей літературний жанр називався «Сивень»): «Чжань Се, переможець на іспитах» (перша половина XIII століття ) і дві п'єси, створені на сто років пізніше — «Сунь-м'ясник» і «Помилка знатного юнака» .
Театральні риси властиві і прозо-поетичним розповідям чжугундяо (букв. «Тонічні мелодії»), в яких прозові розповідні частини чергувалися з музично-поетичними аріями. Єдиний повністю збережений зразок — «Західний флігель» Дун-цзеюаня ( XII - XIII століття).

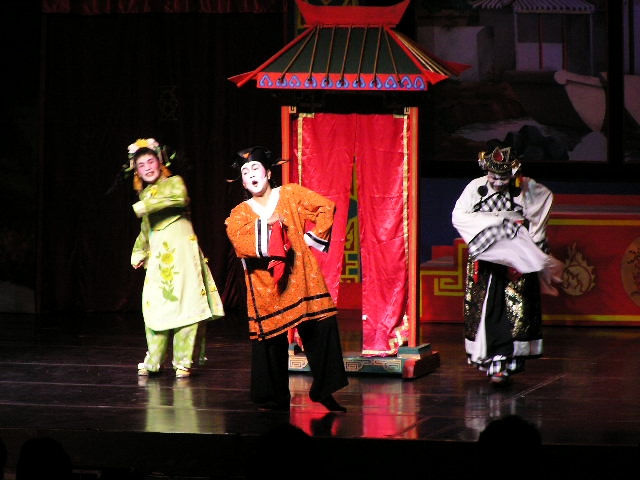
Спектакль китайського театру

У XIII - XIV столітті театр в Китаї досяг зрілості: стався розквіт драми цзацзюй (мало пов'язаної з однойменною фарсом більш раннього часу). Для цієї драми було характерно поділ п'єси на 4 акти і вступну сцену - сецзи, простота і чіткість композиції, напруженість конфлікту. Кожен з актів п'єси будувався на співі одного з персонажів, в кожному з актів була своя мелодія. П'єси цзацзюй відносяться до північної гілки театру (бейцюй). Писали в цьому жанрі Гуань Ханьцин (п'єса «Образа Доу Е»), Ван Шифу ( «Західний флігель»), Бо Пу ( «Дощ в платанах»).
Поряд з північним цзацзюй продовжувала розвиватися південна наньсі, яка пізніше переросла в уявлення чуаньці, що характеризувалися відсутністю стрункості композиції, довільністю розміру актів п'єси і числа співаючих в кожному акті персонажів.  (серед авторів - Хун Шен ).
У 1930-і китайські театри ставляють п'єси російських та західноєвропейських драматургів : « Ревізор » М. В. Гоголя , «Гроза» А. Н. Островського , «На дні » М. Горького, «Нора » Г. Ібсена.

## Див.також
- Юанська драма
- Пекінська опера
- Театр тіней